# Raphaël Wicky
Raphaël Wicky, född den 26 april 1977 i Leuggern i Schweiz, är en före detta professionell fotbollsspelare (mittfältare) som mellan 1996 och 2008 spelade 75 matcher för det schweiziska landslaget och deltog i två EM-turneringar (EM 1996 och EM 2004) och en VM-turnering (VM 2006). På klubblagsnivå spelade han bland annat för Werder Bremen, Atlético Madrid och Hamburger SV innan han avslutade spelarkarriären 2008.
Raphaël Wicky är huvudtränare för Chicago Fire.